# Medåkers distrikt
Medåkers distrikt är från 2016 ett distrikt i Arboga kommun och Västmanlands län.
Distriktet ligger nordväst om Arboga.

## Tidigare administrativ tillhörighet
Distriktet inrättades 2016 och utgörs av socknen Medåker i Arboga kommun.
Området motsvarar den omfattning Medåkers församling hade vid årsskiftet 1999/2000.